# Aeroportul Internațional Kogalym
Aeroportul Internațional Kogalym (IATA: KGP, ICAO: USRK) este un aeroport din Kogalym, Kogalym Urban Okrug⁠(d), Districtul autonom Hantî-Mansi, Regiunea Tiumen, Rusia ce deservește zona Kogalym. Aeroportul a fost tranzitat în 2021 de 94.076 de pasageri. A fost numit după zona deservită.
Situat la o altitudine de 67 m, aeroportul dispune de 1 pistă. Este operat de Metrojet⁠(d).

## Infrastructură

### Piste
Aeroportul dispune de o singură pistă. Pista are orientarea 17L/35R. 